# Uničenje jezu Kahovka
6. junija 2023 je bil jez Kahovka v pokrajini Herson v Ukrajini, ki je bil ob tistem času pod ruskim nadzorom zaradi ruske invazije na Ukrajino, uničen, v širši regiji pa je prišlo do poplav.
Gladina vode se je v mesecih pred dogodkom višala in je bila tik pred prebitjem jezu najvišja. Ruske in ukrajinske oblasti se medsebojno obtožujejo, kdo je kriv.
Nizvodno je bilo evakuiranih več tisoč prebivalcev, poplavljenih je več vasi na tako ukrajinskih kot rusko-okupiranih ozemljih. Izguba vode povzroča težave z oskrbo z vodo na Krimu in v jedrski elektrarni Zaporožje.

## Ozadje
Jez so zgradili leta 1956. Ruske sile so ga okupirale v prvih dneh invazije februarja 2022.
Leta 2022 je Ukrajina na vrhuncu hersonske protiofenzive ter med njenim približevanjem Dnepru obtožila Rusijo, da namerava jez iz maščevanja prebiti z eksplozivom, vendar so ruske sile, da bi preprečile ukrajinsko napredovanje, uničile le cesto in most v Novi Kahovki, pri tem pa poškodovale tudi zapornice. V naslednjih mesecih so ruski napadi na ukrajinsko infrastrukturo podrli več jezov, zaradi česar je velik del prebivalcev ostal brez dostopa do pitne vode. Dva tovrstna primera sta raketni napad na jez v Krivem Rogu ter napad na jez Oskil. Oktobra 2022 so bile sestreljene manevrirne rakete, ki bi lahko bile usmerjene proti jezovom na reki Dnester.
Ukrajinska vojaška obveščevalna služba je kmalu po okupaciji Nove Kahovke februarja 2022 poročala, daje Rusija jez zaminirala. Aprila 2022 so poročali, da so bile minirane zapornice jezu. Oktobra 2022 je po neuspešnem ruskem raketnem napadu na jez na reki Dnester, Volodimir Zelenski opozoril pred uničenjem jezu Kahovka kot rusko operacijo pod lažno zastavo ter pouval k mednarodni opazovalni misiji jezu, da bi preprečili potencialno katastrofo.
19. oktobra 2022 je Institute for the Study of War poročal, da Rusija pripravlja informacijske pogoje za operacijo pod lažno zastavo na jezu Kahovka.
Pred incidentom je NYT poročal, da jez predstavlja povečano tveganje za poplave, saj je količina vode v akumulacijskem jezeru dosegla zelo visoke nivoje.
28. maja je bil na zračnem posnetku na jezu opažen avto napolnjen s potencialnim eksplozivom - večji sodi z neznano vsebino ter mino. Iz avta je proti okupirani strani jezu tekel kabel.
30. maja 2023, 6 dni pred uničenjem jezu, je ruska vlada v okupiranem delu Ukrajine razglasila, da do 1. januarja 2028 niso dovoljene preiskave nesreč na potencialno nevarnih proizvodnih obratih ter na vodnih strukturah, ki bi se zgodile kot posledica delovanja vojaške narave, sabotaže ali terorizma.
Institute for the Study of War je 6. junija poročal, da so "ruski viri izrazili intenzivno in eksplicitno skrb, da bi ukrajinske sile nameravale prečkati Dneper v Hersonski oblasti".
56. člen prvega protokola ženevske konvencije prepoveduje namerno uničenje stvari, ki vsebujejo nevarne sile, v člen spadajo tudi jezovi.

## Dogodek
Med 2:18 in 2:20 6. junija 2023 ponoči so ukrajinski in ruski viri poročali o glasnih zvokih, podobnih eksplozijam, ki naj bi prihajali iz hidroelektrarne v jezu Kahovka. V lokalnem Telegram kanalu Nove Kahovke z okoli 5.000 naročniki je prebivalec poročal o oranžni signalni raketi in zelo glasni vodi ob 2:45. Ukrajinski predsednik Volodimir Zelenske je dejal, da je v jezu odjeknila eksplozija ob 2:50. Tako Rusija kot Ukrajina sta trdili, da je jez uničila nasprotna stran. V času uničenja je bil jez pod ruskim nadzorom, vodna gladina se je dvignila na najvišjo raven v zadnjih 30 letih. Vzrok dviga gladine ni znan.
Po satelitskih slikah, ki jih je pridobil BBC, je jez razpadal od 1. junija ali še od prej, dovozna cesta pa je poškodbe utrpela 2. junija.
Vohunski sateliti ZDA so malo pred uničenjem jezu zabeležili infrardeče valovanje, ki je nakazovalo na veliko eksplozijo. Seizmometri v Romuniji in Ukrajini 600 in 500 km stran so zabeležili signale, ki so jih znanstveniki Norveške skupine NORSAR interpretirali kot šibak seizmološki dogodek ob 2:35 ter še en močnejši ob 2:54 (zakasnitev signala glede na razdaljo je bila okoli 83 in 100 sekund). NORSAR je ocenil, da je signal ob 2:54 nedvomno človeške narave, ni pa bilo mogoče oceniti, da je bil vzrok za porušitev jezu. New York Times je poročal o posvetovanjih s strokovnjaki, ki so ocenili, da je za porušitev takega velikega jezu najverjetneje bila potrebna eksplozija iz notranjosti, saj bi napad iz zunanjosti (kot npr. raketa) sprostil veliko manj energije.
Gostujoči profesor Univerze v Extru in gradbeni inženir specializiran za gradnjo jezov, Christopher Binnie, je ocenil, da dejstvo, da je bil jez prebit na dveh delih pomeni, da uničenje ni posledica naravnih razlogov, saj bi v tem primeru bil preboj le en. Poleg tega je ocenil, da je zelo malo verjetno, da bi jez lahko uničili ukrajinsko obstreljevanje, saj bi bil za uničenje take razsežnosti potreben eksploziv blizu temeljev.
New York Times je 16. junija objavil preiskavo v sodelovanju s strokovnjaki in osebjem, ki je nekoč delalo na jezu Kahovka. Glede na razsežnost uničenja jezu ter njegove karakteristike so ugotovili, da je bilo uničenje možno le zaradi močne eksplozije v notranjosti in ne zaradi naravnih vplivov.
Analiza ruske skupine Conflict Intelligence Team je ocenila, da so za porušitev jezu zelo verjetno odgovorne strukturne napake v jezu, ki so nastale kot posledica zanemarjanja okupacijskih oblasti. Zapornice jezu so bile odprte samo na eni strani 8 mesecev zaporedoma, kar je po njihovih ocenah povzročilo erozijo materiala na katerem so stali temelji jezu. Krivdo v tem scenariju so pripisali izključno ruskim oblastem.

### Odgovornost
Odgovornost za napad na jez ni jasna. Ukrajina je trdi, da je jez uničila Rusija. Ukrajinska državna hidroelektrična agencija, Ukrhidroenergo, je izjavila, da je bil jez po eksploziji v turbinski dvorani popolnoma uničen in da ga ni mogoče obnoviti. Ukrajinske oblasti trdijo, da je Rusija jez uničila z namenom, da bi onemogočila ukrajinsko ofenzivo. Ukrajinski zunanji minister Dimitro Kuleba je obsodil mednarodne medije, saj naj bi ti ukrajinska in ruska poročila obravnavali kot enako kredibilna.
Ukrajina je za samo izvedbo miniranja obtožila 205. brigado mehanizirane pehote ruske vojske, ki je bila v Novi Kahovki. V prestrezenih pogovorih identificiranih pripadnikov te enote naj bi ob 2:20, malo pred uničenjem jezu, naj bi bilo omenjeno, da se pripravlja nekaj velikega in naj bodo pripravljeni na hitro evakuacijo. V Telegram kanalu te brigade je bilo oktobra 2022 objavljeno, da je jez Kahovka miniran in da bo razstreljen v primeru potencialnega ukrajinskega prečkanja Dnepra.
Rusko nastavljeni župan Nove Kahovke je sprva dejal, da jez ni bil poškodovan, a je kasneje obtožil Ukrajino. Dimitrij Peskov, Putinov tiskovni predstavnik, je zanikal rusko vpletenost v uničenju jezu. Peskov je dejanje označil za zlonamerno sabotažo s strani Ukrajine in odgovornost za napad preložil na ukrajinsko vlado. Ruski državni mediji so odgovornost za napad pripisali Ukrajini ter trdili, da je bil napad izveden z raketometom Vilka.
Konsenz večine strokovnjakov in različnih neodvisnih preiskav je, da je za porušitev jezu najverjetneje odgovorna Rusija. Rusija je imela s preprečitvijo potencialnega prečkanja Dnepra s strani ukrajinskih sil v prihajajoči ofenizivi motivacijo za uničenje jezu.
15. junija je Evropski parlament sprejel resolucijo, ki je obsodila uničenje jezu Kahovka, za njegovo uničenje obsodila Rusijo in ga označila za vojni zločin. Po poročanju New York Times je neimenovan višji ameriški vojaški uradnik rekel, da so ZDA izločile možnost napada na jez iz zunanjosti in ocenjuje, da je vzrok porušitve eksplozija v notranjosti jezu.

## Vplivi

### Smrtne žrtve
Do 21. junija 2023 je zaradi posledic uničenja jezu umrlo vsaj 58 ljudi. 41 je bilo umrlih v okupiranem delu Hersonske oblasti, ostali pa v Hersonu in Mikolajivski oblasti. Ukrajina je poročala še o vsaj 42 pogrešanih osebah.
V neodvisni preiskavi decembra 2023 je Associated Press poročal, da je Rusija namerno prikrila resnično število žrtev. Trupla, ki jih niso takoj identificirali svojci so bila odstranjena, lokalnim prostovoljcevm in zdravstvenim delavcem je bil z grožnjami preprečen dostop do trupel. Lokalnim zdravnikom je bilo po uničenju jezu prepovedana izdaja potrdil o smrtih utopljencev. Samo v mestu Oleški, ki je pred uničenjem jezu imelo približno 16.000 prebivalcev, je po ocenah lokalnih zdravstvenih delavcev umrlo 200-300 ljudi. Uradno rusko končno število umrlih v celotnem okupiranem območju je 59.

### Poplave in evakuacije
Nacionalna policija Ukrajine je pozvala vse prebivalce na zahodnem bregu Dnepra (ki ga nadzira Ukrajina) k evakuaciji, vključno z Mikolajevko, Olgivko, Ljovom, Tjaginko, Ponijativko, Ivanovko, Tokarivko, Pridniprovsko, Sadovom, otokom Korabel in deli Hersona, ter da izklopijo električne naprave in s seboj vzamejo najnujnejše. Guverner Hersonske oblasti Oleksandr Prokudin je za ukrajinsko televizijo izjavil, da je osem vasi poplavljenih, z vlaki in avtobusi pa poteka evakuacija 16.000 ljudi.
V rusko nadzorovani Novi Kahovki na vzhodnem bregu jezera je poplavljenih 600 hiš, ogroženih je 22.000 ljudi. Ruske oblasti na levem bregu reke so razlglasile izredne razmere.

### Oskrba z vodo
Voda iz jezu je oskrbovala Južno Ukrajino, Krimski polotok in jedrsko elektrarno Zaporožje. Ruski državni mediji so poročali o izjavi rusko nastavljenega župana Nove Kahovke, da bodo zaradi zrušitve jezu občasne motnje dotoka vode, ki prihaja po Severnokrimskem kanalu. Minimalna gladina vode za zajemanje vode v JE Zaporožje je 13,2 m. Po podatkih IAEA jedrska elektrarna ni v neposredni nevarnosti.

### Vojaške posledice
Po ocenah je bilo pričakovano, da bodo poplave dolvodno od jezu negativno vplivale na pričakovano ukrajinsko protiofenzivo. Rusko nastavljeni guverner okupiranega dela Hersonske oblasti je izjavil, da bo uničenje jezu pomagalo ruski obrambi levega brega Dnepra. Uničenje jezu je hkrati onemogočilo prečkanje Dnepra preko jezu samega. Poplave so namočile tla na levem bregu, ki je postalo močvirnato še več tednov kasneje, kar je onemogočilo potencialno gibanje težke vojaške mehanizacije in omogočilo premik dela sil na južni del fronte v Zaporižju.
Ministrstvo za obrambo Združenega kraljestva je 19. junija poročalo, da so v zadnjih 10ih dneh Rusi iz levega brega Dnepra premestili enote v Zaporižje in Bahmut.
Omejeno ukrajinsko prečkanje Dnepra se je zgodilo 15. novembra 2023, več kot 5 mesecev po porušitvi jezu.

## Odzivi

### Ukrajina
Volodimir Zelenski, predsednik Ukrajine, je za svoj Telegram kanal izjavil: »Uničenje jezu hidroelektrarne Kahovka s strani ruskih teroristov samo potrjuje za ves svet, da jih je treba pregnati iz vseh kotičkov ukrajinske zemlje. Niti enega metra jim ne smejo pustiti, saj vsak meter porabijo za teror. Ukrajinsko ministrstvo za zunanje zadeve je pozvalo mednarodno javnost, da naj obsodi ruski teroristični napad, zahtevalo sklic seje Varnostnega sveta OZN in srečanje z IAEA.
Andrij Jermak, vodja urada ukrajinskega predsednika, je uničenje jezu označil za ekocid. Ukrajinsko državno tožilstvo je sporočilo, da dogodek preiskuje kot vojni zločin.

### Mednarodni odzivi
Generalni sekretar NATO, Jens Stoltenberg, je dogodek označil za nezaslišanega in dejal, da prikazuje brutalnost ruske vojne v Ukrajini. Predsednik Evropske komisije Charles Michel je dogodek oklical za vojni zločin, odgovornost je pripisal Rusiji. Evropska komisija je izdala okrožnico, v kateri je dogodek obsodila. Generalni sekretar Združenih narodov António Guterres je dejal, da je dogodek še ena uničujoča posledica ruske invazije v Ukrajini in pripomnil, da se morajo napadi na civiliste in kritično infrastrukturo prenehati.